# Sridevi
Sridevi (Tamil: ஸ்ரீதேவி, Hindi: श्रीदेवी), echte naam Shree Amma Yanger Ayyapan (Meenampatti, 13 augustus 1963 – Dubai, 24 februari 2018), was een Indiaas actrice. Ze wordt beschouwd als een van de succesvolste acteurs van de Indiase cinema van de jaren 80 van de 20e eeuw.

## Carrière
Sridevi begon haar carrière al in haar kinderjaren en speelde in Zuid-Indiase regionale films voordat ze in Bollywoodfilms heldinnenrollen ging vertolken. In haar beginjaren werkte ze negentienmaal samen met Jeentendra. Enkele van haar grootste successen zijn Nagina, Mr. India, Chaalbaaz en Chandni, films die speciaal voor haar werden geschreven. Het hoogtepunt van haar carrière bereikte ze met de door Yash Chopra geregisseerde film Lamhe. Sridevi was lid van het bestuur van de Asian Academy of film and television.
De Indiase regering heeft haar onderscheiden met de Padma Shri.

## Privéleven
Sridevi trouwde op 2 juni 1996 met filmproducent Boney Kapoor, met wie ze 2 dochters kreeg: Jhanvi en Khushi. Beide dochters zijn genoemd naar heldinnen uit films van haar echtgenoot. 
Ze overleed in 2018 op 54-jarige leeftijd terwijl ze in Dubai was om een bruiloft van een familielid bij te wonen. Volgens het autopsierapport is ze verdronken in het bad van haar hotelkamer.

## Filmografie
Sridevi speelde in enkele honderden films. De volgende lijst is een selectie.
- Julie  (1975)
- Solva Sawan (1978)
- Himmatwala  (1983)
- Justice Chowdhary  (1983)
- Jaani Dost (1983)
- Kalakaar (1983)
- Sadma (1983)
- Akalmand (1984)
- Inquilaab (1984)
- Jaag Utha Insaan (1984)
- Naya Kadam (1984)
- Maqsad (1984)
- Tohfa (1984)
- Balidaan (1985)
- Masterji (1985)
- Sarfarosh (1985)
- Aakhree Raasta (1986)
- Aag Aur Shola (1986)
- Bhagwan Dada (1986)
- Dharam Adhikari (1986)
- Ghar Sansar (1986)
- Nagina (1986)
- Jaanbaaz (1986)
- Karma (1986)

- Suhagaan (1986)
- Sultanat (1986)
- Aulaad (1987)
- Himmat Aur Mehnat (1987)
- Nazrana (1987)
- Majaal (1987)
- Joshilay (1987)
- Jawab Hum Denge (1987)
- Mr India (1987)
- Sherni (1988)
- Ram Avtaar (1988)
- Waqt Ki Awaaz (1988)
- Sone Pe Suhagaa (1988)
- Chalbaaz (1989)
- Chandni (1989)
- Guru (1989)
- Gair Kanooni (1989)
- Nigahein (1989)
- Main Tera Dushman (1989)
- Banjaran (1991)
- Farishtay (1991)
- Pathar Ke Insaan (1991)
- Lamhe (1991)
- Khuda Gawah (1992)

- Heer Ranjha (1992)
- Aasman Se Gira (1992)
- Chandramukhi (1993)
- Gumrah (1993)
- Gurudev (1993)
- Roop Ki Rani Choron Ka Raja (1993)
- Chaand Ka Tukdaa (1994)
- Laadla (1994)
- Army (1996)
- Mr Bechara (1996)
- Judaai (1997)
- Kaun Sacha Kaun Jhootha (1997)
- Meri Biwi Ka Jawab Nahin (2004)
- Malini Iyer (2004-2005)(televisieserie)
- English Vinglish (2012)
- Mom (2017)

- Bibliothèque nationale de France: cb14229339h (data)
- Gemeinsame Normdatei: 137248253
- International Standard Name Identifier: 0000 0003 7473 558X
- Library of Congress Control Number: nr99035431
- MusicBrainz: c7d8c2c7-98b3-48f6-8033-f7296448c77f
- Nationale bibliotheek van Australië: 40510291
- Nationale Bibliotheek van Israël: 987007412302705171
- Trove: 1447601
- Virtual International Authority File: 228714403
- WorldCat: E39PBJjhDGJhjd6c3d3MQWMF8C